# Chicago Stock Exchange
Chicago Stock Exchange (CHX, Giełda Papierów Wartościowych w Chicago) – trzecia pod względem wielkości obrotów giełda w Stanach Zjednoczonych, a największa poza Nowym Jorkiem. Zajmuje czwarte miejsce w Ameryce Północnej, po New York Stock Exchange, NASDAQ i Toronto Stock Exchange.
Powstała 21 marca 1882 roku. W 1949 została połączona z giełdami Saint Louis i Minneapolis-Saint Paul. Wtedy też zmieniła nazwę na Midwest Stock Exchange. W 1959 wchłonęła giełdę nowoorleańską. W 1993 roku wrócono do starej nazwy – Chicago Stock Exchange.